# Arte corporal

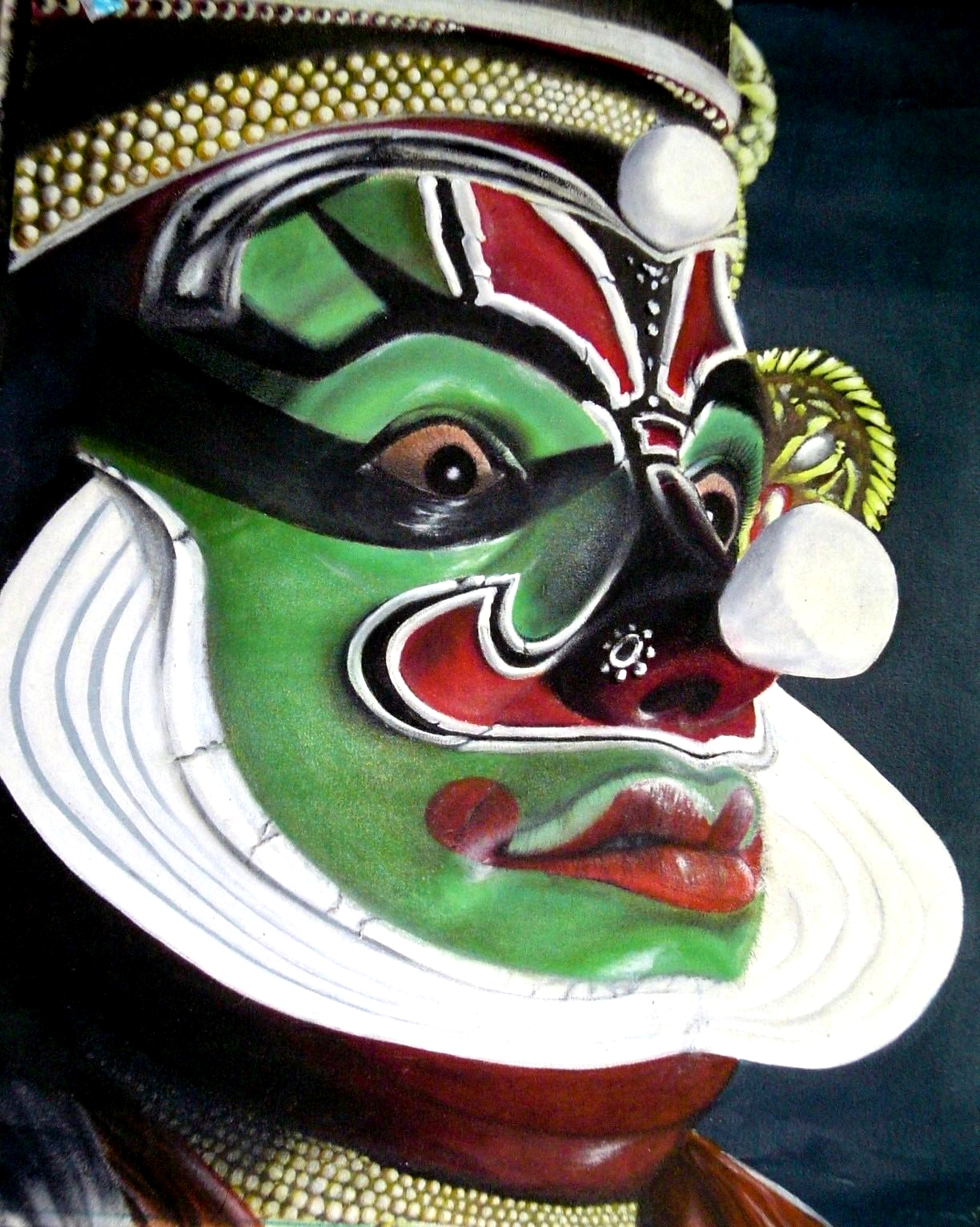
Kathakali, una forma de body art.

El arte corporal (o en inglés, body art) es un estilo enmarcado en el arte conceptual, de gran relevancia en los años 1970 en Europa y, en especial, en África.
Se trabaja con el cuerpo como material plástico, se pinta (pintura corporal), se tatúa
, se añaden piercings, se calca, se ensucia, se cubre, se retuerce; el cuerpo es el lienzo o el molde del trabajo artístico. Suele realizarse a modo de acción o performance, con una documentación fotográfica o videográfica posterior.
En ocasiones con procesos lesivos, heridas leves, o marcas corporales.
El arte corporal también destaca a menudo los aspectos viscerales o abyectos del cuerpo humano, centrándose en sustancias corporales o el tema de la nutrición. Los contrastes como los de vestido y desnudo, interno y externo, partes del cuerpo y el todo también son un tema común. 
Ya sea considerado como un templo y honrado como un recipiente sagrado o tratado como un objeto para probar, empuñar o destruir, el cuerpo se colocó en un pedestal y se convirtió en algo literal (en lugar de solo apropiado, imaginado o creado por la mano del artista) colaborador en el proceso de creación de arte. Este enfoque tan estrechamente dirigido hacia el cuerpo, finalmente obligó a los espectadores a enfocar su propia fisicalidad y su papel en su fugaz existencia. El arte corporal puede verse como un antecedente de la aceptación generalizada actual de tatuajes, perforaciones, cicatrices o adornar el cuerpo como un medio para establecer la propia individualidad, así como las conexiones con ciertas formas de comunidad y mentalidades afines.

## Antecedentes
El arte corporal a menudo se ocupa de cuestiones de género e identidad personal y los temas comunes incluyen la relación entre el cuerpo y la psique.
El Grupo de Acción de Viena fue formado en 1965 por Hermann Nitsch, Otto Mühl, Günter Brus y Rudolf Schwarzkogler. Realizaron varias acciones de arte corporal, generalmente relacionadas con tabúes sociales (como la mutilación genital). 
Vito Acconci documentó una vez, a través de fotos y texto, su rutina diaria de ejercicios de subirse y bajarse de una silla durante el mayor tiempo posible durante varios meses. Acconci también interpretó Siguiente pieza, en la que siguió a neoyorquinos elegidos al azar.
En Francia, el arte corporal se denominó arte corporal y fue practicado por artistas como Michel Journiac y Gina Pane.  En Italia en la década de 1980, uno de los artistas famosos del movimiento fue Ketty La Rocca.
Marina Abramović interpretó Rhythm 0 en 1974. En la pieza, la audiencia recibió instrucciones para usar en el cuerpo de Abramović una serie de 72 instrumentos de dolor y placer, incluidos cuchillos, plumas y una pistola cargada. Los miembros de la audiencia la cortaron, presionaron espinas en su vientre, le aplicaron lápiz labial y le quitaron la ropa. La actuación terminó después de seis horas, cuando alguien acercó la pistola cargada a la cabeza de Abramović y estalló una pelea.
El fotógrafo Spencer Tunick es conocido por realizar sesiones de fotos que reúnen a un gran número de personas desnudas en lugares públicos de todo el mundo.
Los artistas cuyas obras han evolucionado con mitologías personales más dirigidas incluyen a Rebecca Horn, Youri Messen-Jaschin, Javier Perez y Jana Sterbak. El arte corporal también se puede expresar mediante la escritura en lugar de la pintura.

## Exposiciones
La primera exhibición de arte corporal pudo haber sido una pequeña exhibición basada en videos llamada body works que fue organizada por el artista y teórico Willoughby Sharp en el Museo de Arte Conceptual Tom Marionis, San Francisco. En 1973, lo que probablemente fue el primer espectáculo europeo tuvo lugar en Graz, con el título de lenguaje corporal como parte del festival steirischer herbst. En 1975 también tuvo lugar en París una exposición más grande de arte corporal. Allí, François Pluchart publicó un manifiesto del arte corporal. En esto, la reivindicación de la inmediatez de la propia experiencia física se declara una necesidad política. Poco después, se inauguró la primera exposición del museo en el Museo de Arte Contemporáneo de Chicago, curada por Ira Licht. En 1975/76 se llevó a cabo una exposición con el título de lenguaje corporal en la Haus am Waldsee, Berlín y en el Frankfurter Kunstverein, curada por Georg Bussmann y Thomas Kempas.
El festival Burning Man se celebra anualmente en el desierto de Black Rock en el noroeste de Nevada (EE. UU.), en septiembre. Jake Lloyd Jones, un artista con sede en Sídney, concibió el Sydney Body Art Ride, que se ha convertido en un evento anual. Los participantes están pintados para formar un arco iris viviente que cabalga hacia el Océano Pacífico y se sumerge en las olas.

## Usos médicos del arte corporal
El arte corporal, en concreto la pintura sobre el cuerpo, es una habilidad recientemente incorporada a la industria médica que se utiliza principalmente para la enseñanza. Mientras que el método principal para aprender fisiología corporal es a través del examen de cadáveres según Gabrielle Flinn, algunos estudiantes se sienten muy desanimados por esta práctica. En la actualidad, las organizaciones se plantean utilizar la pintura corporal como una forma funcional, económica y positiva de aprender sobre el funcionamiento interno de las estructuras anatómicas a través de la pintura. Consistiría en que estudiantes de medicina pintaran sobre, o trabajaran con, voluntarios dispuestos a ser pintados para exponer diversas partes del cuerpo como: pulmones, músculos de las manos, piernas, etc. Las manos son las más elegidas, ya que el paciente no tiene que desvestirse para el examen pictórico; sin embargo, con el consentimiento del paciente voluntario, los estudiantes de medicina podrían pintar otras zonas, como la espalda. Esto permitiría a los estudiantes de medicina no sólo aprender más acerca de la anatomía de una manera positiva, pero tienen la práctica de la vida real en los modales de cabecera, y asegurarse de que sus pacientes se sientan cómodos, y bien atendidos durante todo el proceso.

## Tatuaje

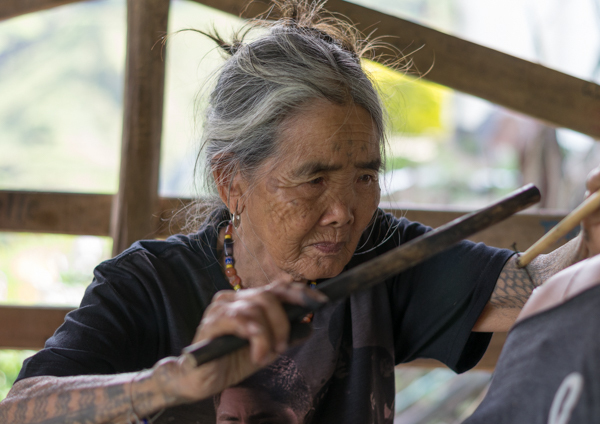
Whang-od, el último mambabatok (tatuador tradicional de Kalinga) de Kalinga en Filipinas, realizando un tatuaje batek tradicional.

Los tatuajes conservados en antiguos restos humanos momificados revelan que el tatuaje se practica en todo el mundo desde hace miles de años.  En 2015, la reevaluación científica de la edad de las dos momias tatuadas más antiguas conocidas identificó a Ötzi como el ejemplo más antiguo entonces conocido. Este cuerpo, con 61 tatuajes, se encontró incrustado en hielo glaciar en los Alpes, y fue datado en el año 3250 a. C.  En 2018, se descubrieron los tatuajes de figurative más antiguos del mundo en dos momias de Egipto que se datan entre 3351 y 3017 a. C. 
El tatuaje antiguo se practicaba sobre todo entre los austronesios. Fue una de las primeras tecnologías desarrolladas por los protoaustronesios en Taiwán y la costa de China meridional antes de al menos el año 1500 a. C., antes de la expansión austronesia hacia las islas del Indo-Pacífico. Es posible que originalmente estuviera asociado a la caza de cabezas.  Las tradiciones del tatuaje, incluido el tatuaje facial, se encuentran en todos los subgrupos austronesios, incluidos los pueblos indígenas taiwaneses, sudeste asiático isleño, micronesios, polinesios y malgaches. Los austronesios utilizaban la característica técnica de perforación de la piel con un mazo pequeño y un instrumento de perforación hecho de espinas de Citrus, espina de pescado, hueso y conchas de ostras.
También se han documentado antiguas tradiciones de tatuaje entre papúes y melanesios, con su uso de distintivos perforadores de piel de obsidiana. Algunos yacimientos arqueológicos con estos utensilios están asociados a la migración austronesia a Papúa Nueva Guinea y Melanesia. Pero otros yacimientos son más antiguos que la expansión austronesia, datándose en torno a los años 1650 a 2000 a. C., lo que sugiere que existía una tradición de tatuaje preexistente en la región.

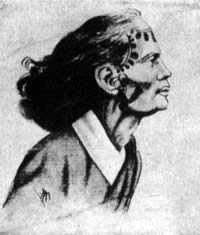
Ana Eva Hei, vista de perfil por Walter Knoche, 1911

Entre otros grupos etnolingüísticos, el tatuaje también se practicaba entre el pueblo ainu de Japón; algunos austroasiáticos de Indochina; mujeres Berber de Tamazgha (norte de África); los yoruba, fulani y hausa de Nigeria;   Nativos americanos de la América precolombina; pueblos de Rapa Nui; pictos de la edad de Hierro en Bretaña; y pueblos paleo-balcanes (ilirios y tracios, como también daunos en Apulia), una tradición que ha sido mantenida en el oeste de los Balcanes por los albaneses, católicos de Bosnia y Herzegovina (Sicanje), y mujeres de algunas comunidades valacos.
En 1566, unos marineros franceses secuestraron a una mujer inuit y a su hijo en el actual Labrador y los llevaron a la ciudad de Amberes, en la actual Bélgica. La madre estaba tatuada y el niño no. En Amberes, los dos fueron expuestos en una taberna local al menos hasta 1567, y se distribuyeron folletos promocionando el acontecimiento en la ciudad. En 1577, el corsario inglés Martin Frobisher capturó a dos inuit y los llevó a Inglaterra para exhibirlos. Uno de los inuit era una mujer tatuada de la isla de Baffin, que fue ilustrada por el cartógrafo inglés John White. 
En 1691, William Dampier llevó a Londres a un filipino llamado Jeoly o Giolo procedente de la isla de Mindanao que tenía el cuerpo tatuado. Dampier exhibió a Jeoly en un zoo humano para hacer fortuna y lo calificó falsamente de «príncipe» para atraer a grandes multitudes. En el momento de la exhibición, Jeoly aún lloraba a su madre, a la que Dampier también esclavizó y que había muerto en el mar durante su explotación hacia Europa. Dampier afirmó que se hizo amigo de Jeoly, pero con la intención de ganar dinero, siguió explotando a su «amigo» exhibiéndolo en un zoo humano, donde Jeoly murió tres meses después. El cadáver de Jeoly fue posteriormente desollado, y su cuerpo sin piel fue desechado, mientras que la piel tatuada fue vendida y expuesta en Oxford.